# قیمت نفت

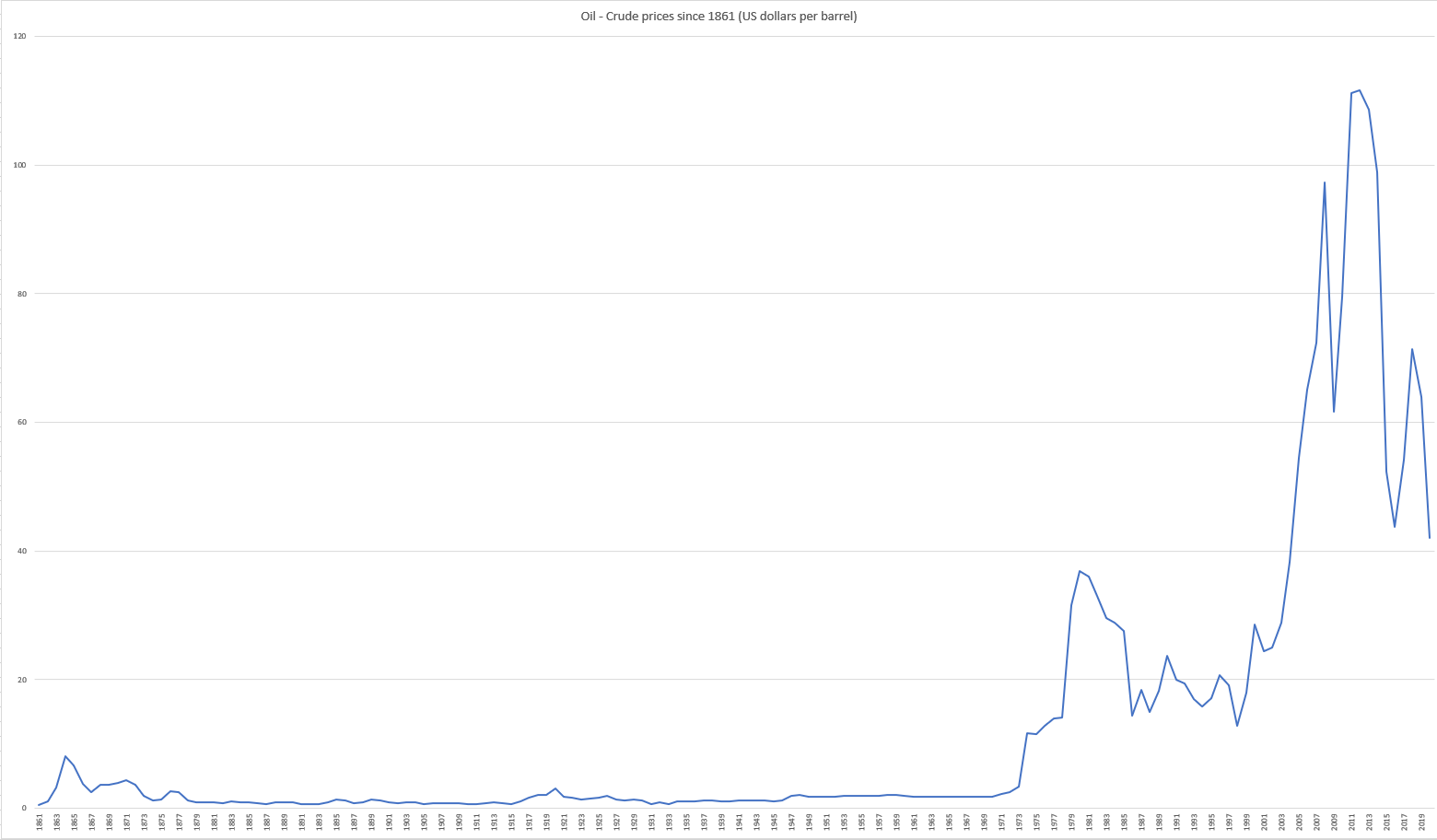
قیمت نفت از ۱۸۶۱ تا ۲۰۲۰ از جهان ما در داده‌ها

قیمت نفت به‌ طور کلی به قیمت مبادلاتی لحظه‌ای هر بشکه نفت خام بر اساس شاخص نفت خام اشاره دارد. قیمت نفت علاوه بر هزینهٔ تولید آن، متأثر از نوع و کیفیت نفت تولیدی، سبک یا سنگین بودن، میزان چگالی ویژهٔ نفت، درصد گوگرد، محل تولید و عوامل اقتصادی و سیاسی گوناگونی است که برآیند آن‌ها قیمت نهایی نفت را مشخص می‌کند.
قیمت جهانی نفت به‌طور بی‌سابقه ای از حدود ۵۰ دلار آمریکا در اوایل سال ۲۰۰۷ به رقم ۱۴۸ دلار در ژوئیهٔ ۲۰۰۸ رسید اما در پی بحران مالی ۲۰۰۸–۲۰۰۷ در اقتصاد جهانی، روند نزولی گرفت و در دسامبر ۲۰۰۸ به ۳۷ دلار برای هر بشکه کاهش یافت.

## اقتصاد نفت

### مسائل ژئوپلتیک

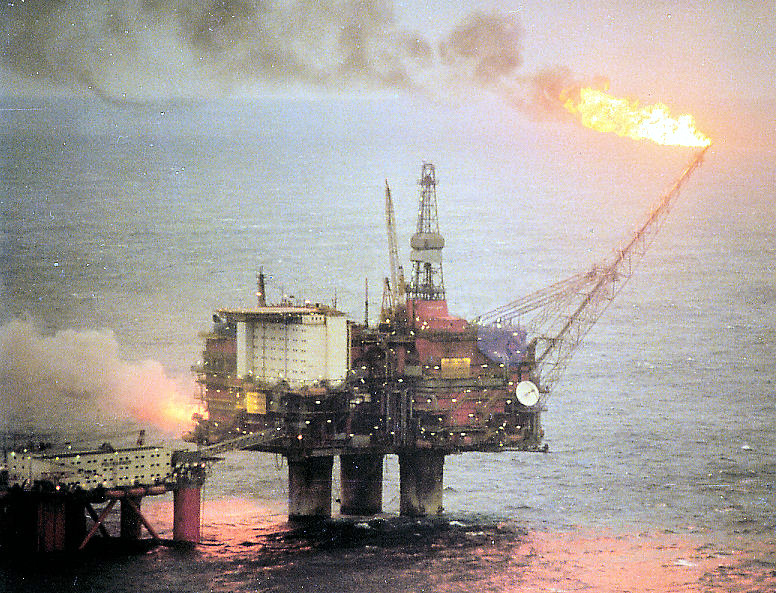

عموم مسائل ژئوپلتیک حول محور خاورمیانه می‌گذرد، زیرا بسیاری از منابع اصلی نفت جهان در این منطقه قرار گرفته‌است. این منابع عموماً در کشورهای ایران، عراق و عربستان سعودی واقع هستند.
عراق کماکان دچار درگیری‌ها و جنگ‌های داخلی است و صنعت نفت آن هدف خرابکاری‌ها قرار می‌گیرد و تولیدشان بسیار کمتر از ظرفیت آن است. از دیدگاه جهانی برنامه هسته‌ای ایران هم جزو مسایل مرتبط با نفت قرار می‌گیرد و تحولات و گفتگوها و نتیجه‌گیری‌های مرتبط با این موضوع در تغییرات قیمت نفت تأثیرگذار است.
عربستان سعودی دومین تولیدکنندهٔ نفت در جهان نیز با مسایل گوناگون سیاسی دست و پنجه نرم می‌کند. در ظاهر قدرت خاندان سعودی و داشتن رابطه‌های مؤثر و همچنین کنترل و در دست داشتن دستگاه‌های امنیتی و قدرت سیاست گذاری بر ذخایر نفتی آن‌ها است.

## اکتشاف و استخراج نفت
نظریه هوبرت

## قیمت نفت در ۲۰۲۰
در ۲۰ آوریل ۲۰۲۰ قیمت نفت وست تگزاس اینترمیدیت که شاخصی برای بررسی وضعیت بازار نفت ایالات متحده هم محسوب می‌شود در بازار جهانی ابتدا بیش از ۲۰ درصد سقوط کرد و به زیر ۱۵ دلار در هر بشکه رسید و سپس، چند ساعت بعد به منفی ۳۷٫۶۳ دلار در بشکه رسید. این بدان معنا است که تولیدکنندگان نفت علاوه بر بشکه‌های نفت مبلغی هم می‌بایست به خریداران بپردازند. دلیل سقوط قیمت نفت خام «وست تگزاس اینترمیدیت» از ۱۸ دلار به منفی ۳۵ دلار که بیش از ۵۳ دلار کاهش داشته این است که پس از بحران کرونا و تعطیلی اکثر کارخانه‌ها و صنعت تمایل به خرید نفت بسیار افت پیدا کرد و شرکت‌های آمریکایی دیگر جایی برای انبار کردن نفت خود ندارند.همچنین یکی دیگر از دلایل کاهش شدید قیمت جنگ قیمت نفت روسیه و عربستان سعودی بوده‌است که در موضوع کاهش عرضه به توافق نرسیدند و وضعیت به گونه ای شد که حتی سناتورهای آمریکایی و دولت آمریکا، عربستان را تهدید به خروج نظامی از عربستان کردند.